# Duchyll Martin Smith
Duchyll Martin Smith (ur. prawd. w stanie Illinois) – amerykańska aktorka teatralna, sporadycznie przed kamerą. W Polsce najbardziej znana z roli Shirley, jednej z bohaterek filmu Kochaj albo rzuć.

## Życiorys
Zadebiutowała w 1976 w filmie The Monkey Hu$tle, już rok później dostała jedną z głównych ról w Kochaj albo rzuć. Okoliczności otrzymania roli w polskim filmie nie są znane. Wkrótce zdecydowała się zakończyć kinową karierę, nie porzuciła jednak aktorstwa. Poświęciła się pracy w teatrze, związała się głównie ze scenami chicagowskimi.
Pod koniec 2009, Duchyll opublikowała w serwisie YouTube kilka materiałów dotyczących kosmetyków oraz pielęgnacji cery. W 2012 została doceniona przez amerykańską krytykę, zagrała wtedy rolę w przedstawieniu Symmetry Breaking.

## Filmografia
- 1976: The Monkey Hu$tle – Beatrice
- 1977: Kochaj albo rzuć – Shirley Gladys Wright
- 2010: Innocent